# Гольт (Німеччина)
Гольт (нім. Holt) — громада в Німеччині, розташована в землі Шлезвіг-Гольштейн. Входить до складу району Шлезвіг-Фленсбург. Складова частина об'єднання громад Шаффлунд.
Площа — 13,42 км2. Населення становить 162 ос. (станом на 31 грудня 2020).